# Municipio de Marshall (Míchigan)
El municipio de Marshall (en inglés: Marshall Township) es un municipio ubicado en el condado de Calhoun en el estado estadounidense de Míchigan. En el año 2010 tenía una población de 3115 habitantes y una densidad poblacional de 38,11 personas por km².

## Geografía
El municipio de Marshall se encuentra ubicado en las coordenadas 42°17′27″N 85°0′42″O / 42.29083, -85.01167. Según la Oficina del Censo de los Estados Unidos, el municipio tiene una superficie total de 81.73 km², de la cual 80,64 km² corresponden a tierra firme y (1,34 %) 1,1 km² es agua.

## Demografía
Según el censo de 2010, había 3115 personas residiendo en el municipio de Marshall. La densidad de población era de 38,11 hab./km². De los 3115 habitantes, el municipio de Marshall estaba compuesto por el 96,79 % blancos, el 0,19 % eran afroamericanos, el 0,61 % eran amerindios, el 0,48 % eran asiáticos, el 0,93 % eran de otras razas y el 1 % eran de una mezcla de razas. Del total de la población el 3,05 % eran hispanos o latinos de cualquier raza.